# Rückseitenwetter
Als Rückseitenwetter wird ein kurzes Wetterphänomen an der Rückseite einer zuvor durchgegangenen Kaltfront bezeichnet. Hier ist die Atmosphäre noch sehr labil geschichtet und zeigt oft kurzfristige Regenschauer, kann aber auch ein für wenige Stunden andauerndes Schönwetter entwickeln.
Bei diesen Verhältnissen mit noch feuchtem Boden führt die Sonneneinstrahlung zur raschen Bildung von Cumuluswolken. Weil der Luftdruck nach dem Frontdurchzug wieder steigt und die Luft relativ weniger feucht wird, ist diese ausnehmend klar und die Sicht sehr gut. Daher ist diese Form des Rückseitenwetters zum Beispiel für  astronomische Beobachtungen, insbesondere von lichtschwachen Nebeln oder Galaxien besonders geeignet. Während die Luft durch die vorangegangenen Niederschläge meist sehr rein ist, kann jedoch die Luftunruhe erheblich sein.